# Fraga (Aranga)
Fraga (llamado oficialmente A Fraga) es un lugar español actualmente despoblado, que forma parte de la parroquia de Aranga, del municipio de Aranga, en la provincia de La Coruña.